# Анкара (аеропорт)

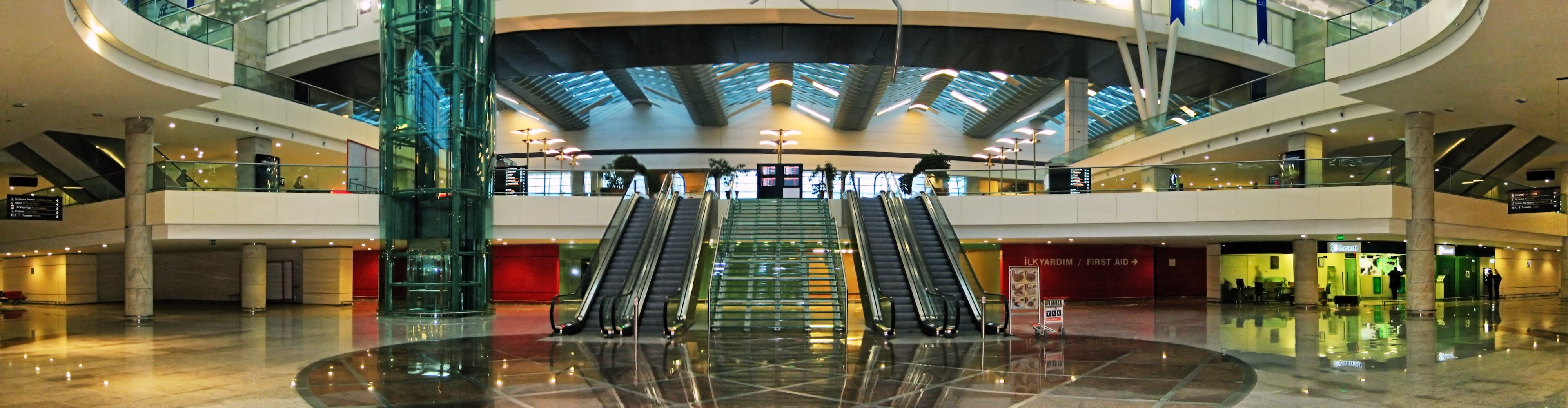
Інтер'єр

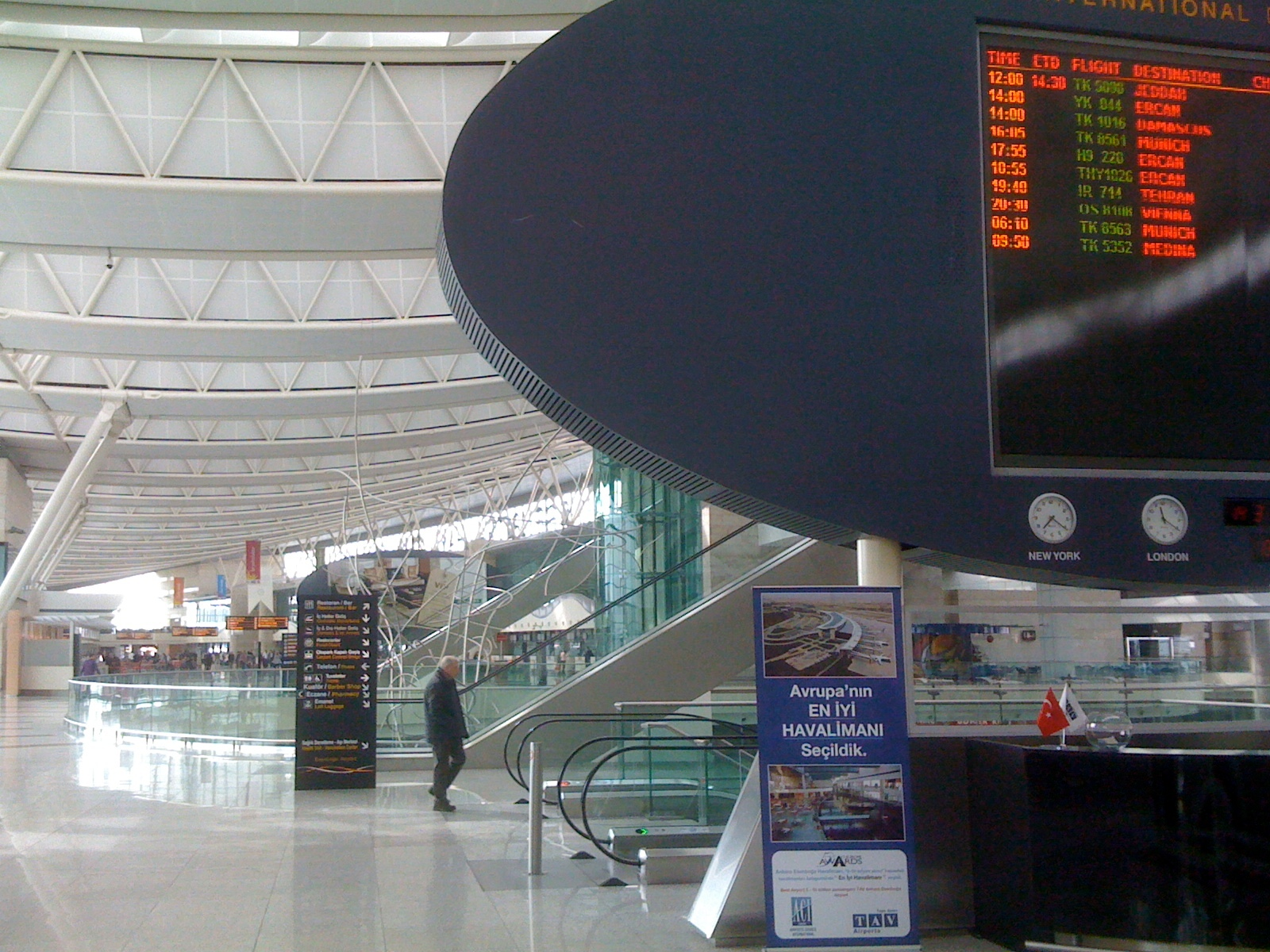
Інтер'єр

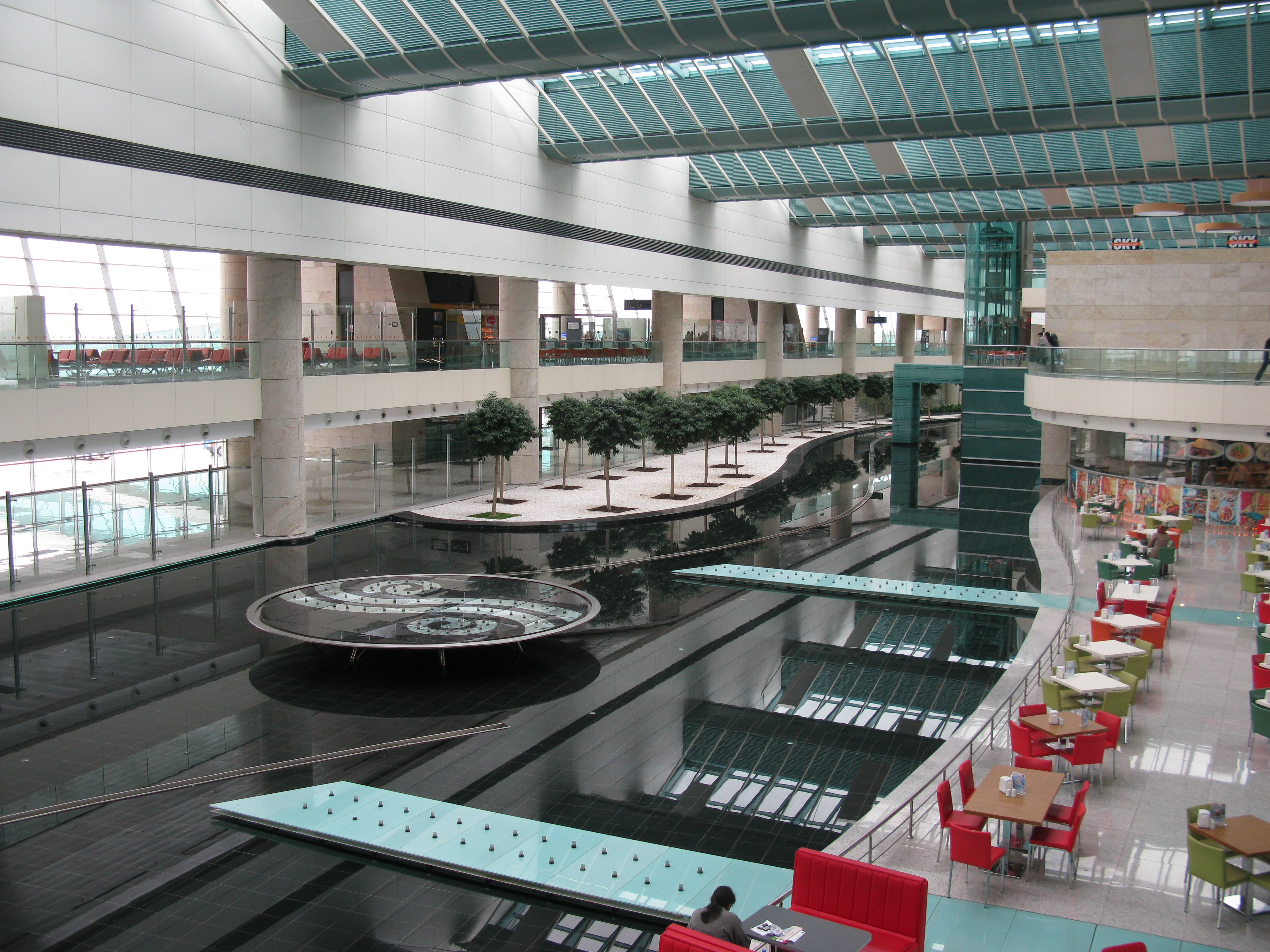
Інтер'єр

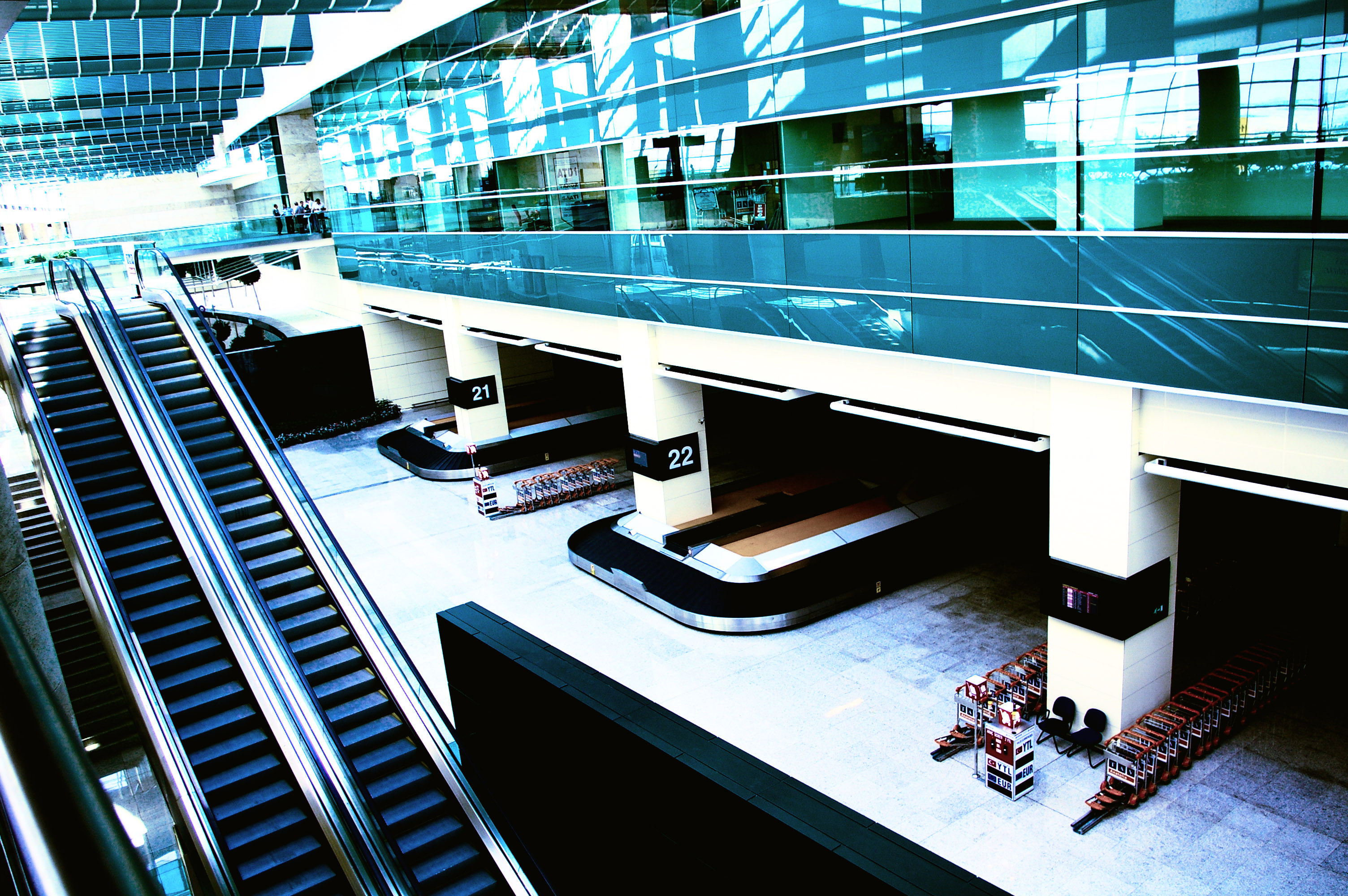
Інтер'єр

Міжнародний аеропорт Есенбога (IATA: ESB, ICAO: LTAC) (тур. Ankara Esenboğa Havalimanı або тур. Esenboğa Uluslararası Havalimanı) — аеропорт, розташований за 28 км на північний схід від Анкари, столиці Туреччини. Було відкрито у 1955 році.
Назва аеропорту походить від назви села Esenboğa (де g не вимовляється), що можна перевести приблизно як «Спокійний Бик». Село названо на честь турецького полководця Ісен Бога, війська якого розташовувалися в цих місцях перед битвою за Анкару в 1402 році.
Будівництво аеропорту, здійснене компанією «Build-Operate-Transfer», було завершено в рекордні терміни, на рік раніше запланованого. Термінал площею 182 000 м²., пропускна здатність якого склала 10 млн пасажирів, було відкрито 16 жовтня 2006.
У 2014 році, аеропорт обслужив понад 11 мільйонів пасажирів в цілому, 4,9 млн з яких були пасажири внутрішніх рейсів. Це займає 4 місце за загальним пасажиропотоком (після Міжнародний аеропорт Ататюрк, аеропорту Анталії і аеропорту Сабіха Гекчен), 3-й по внутрішнім пасажирським перевезенням (після аеропорту імені Ататюрка і Сабіха Гекчен) серед аеропортів у Туреччині
Аеропорт є хабом для:
- AnadoluJet
- Turkish Airlines

## Авіакомпанії та напрямки, лютий 2021
| Авіакомпанія                   | Пункт призначення |
| ------------------------------ | --- |
| AnadoluJet                     | Адана, Адияман, Агри, Амстердам , Анталія, Баку, Батман, Бінгьоль, Бодрум, Бурса, Чанаккале, Даламан, Діярбакир, Едреміт, Елязиг, Ерджан, Ерзінджан, Ерзерум, Франкфурт, Газіантеп, Газіпаша, Хаккярі, Хатай, Игдир, Стамбул-Сабіха Гекчен, Ізмір, Кахраманмара, Карс, Малатья, Мардін, Муш, Орду-Ґіресун, Самсун, Шанлиурфа, Сіїрт, Ширнак, Тбілісі, Трабзон, Ван, Відень Сезонний: Базель, Берлін–Бранденбург, Кельн/Бонн, Дюссельдорф, Женева, Гамбург, Ганновер, Джидда, Лондон-Станстед, Медина, Москва–Внуково, Мюнхен, Париж–Шарль де Голль, Стокгольм–Арланда, Штутгарт |
| Ariana Afghan Airlines         | Кабул, Мазарі-Шариф |
| Azerbaijan Airlines            | Баку |
| Buta Airways                   | Баку |
| Corendon Airlines              | Сезонний: Амстердам (з 27 червня 2021), Базель (з 24 червня 2021), Берлін–Бранденбург (з 26 червня 2021), Бремен (з 29 червня 2021), Кельн/Бонн, Дюссельдорф (з 16 травня 2021), Франкфурт, (з 25 червня 2021), Гамбург, (з 24 червня 2021), Ганновер, Мюнхен (з 24 червня 2021), Мюнстер/Оснабрюк (з 25 червня 2021), Нюрнберг, Штутгарт (з 26 червня 2021), Відень (з 1 липня 2021) |
| Fly Baghdad                    | Багдад, Ербіль |
| Iran Air                       | Тегеран-Імам Хомейні |
| Iraqi Airways                  | Багдад |
| Kam Air                        | Кабул, Мазарі-Шариф |
| Mahan Air                      | Тегеран-Імам Хомейні |
| Pegasus Airlines               | Амман, Баку, Бодрум, Кельн/Бонн, Дюссельдорф, Ербіль, Ерджан, Гамбург, Стамбул-Сабіха Гекчен, Ізмір, Київ-Бориспіль, Париж-Шарль де Голль, Штутгарт |
| Qatar Airways                  | Доха |
| Saudia                         | Джидда, Медина |
| SunExpress                     | Дюссельдорф, Гамбург, Мюнхен Сезонний: Амстердам, Брюссель, Кельн/Бонн, Гамбург, Лондон-Лутон, Штутгарт, Відень, Цюрих |
| Turkish Airlines               | Стамбул |
| Turkmenistan Airlines          | Ашгабат |
| Ukraine International Airlines | Київ-Бориспіль |
| UR Airlines                    | Багдад |

## Статистика

### Авіаційний трафік
| Рік  | Національний | % зміни | Міжнародний | % зміни | Загалом | % зміни |
| ---- | ------------ | ------- | ----------- | ------- | ------- | ------- |
| 2015 | 82,852       | ▲ 5 %   | 15,758      | ▲ 0.3 % | 98,610  | ▲ 4 %   |
| 2014 | 78,712       | ▼ 2 %   | 15,706      | ▼ 6 %   | 94,421  | ▼ 2 %   |
| 2013 | 80,107       | ▲ 16 %  | 16,711      | ▲ 1 %   | 96,818  | ▲ 13 %  |
| 2012 | 69,335       | ▲ 3 %   | 16,548      | ▲ 7 %   | 85,883  | ▲ 4 %   |
| 2011 | 67,513       | ▲ 14 %  | 15,452      | ▲ 7 %   | 82,965  | ▲ 12 %  |
| 2010 | 59,509       | ▲ 18 %  | 14,420      | ▲ 18 %  | 73,929  | ▲ 18 %  |
| 2009 | 50,347       | ▲ 4 %   | 12,273      | ▼ 15 %  | 62,620  | ▼ 0.4 % |
| 2008 | 48,463       | ▲ 2 %   | 14,396      | ▼ 12 %  | 62,859  | ▼ 2 %   |
| 2007 | 47,578       |         | 16,331      |         | 63,909  |         |